# Encyrtus proculus
Encyrtus proculus is een vliesvleugelig insect uit de familie Encyrtidae. De wetenschappelijke naam is voor het eerst geldig gepubliceerd in 1846 door Walker.